# La Musique (Matisse, 1939)
Pour les articles homonymes, voir La Musique.
La Musique – ou La Guitariste – est un tableau réalisé par le peintre français Henri Matisse en 1939. Cette huile sur toile représente deux femmes assises devant un fond rouge surmonté de grandes plantes vertes sur fond noir, celle de droite jouant de la guitare tandis que l'autre a une partition ouverte devant elle. L'œuvre est conservée à la galerie d'art Albright-Knox, à Buffalo, dans l'État de New York, aux États-Unis.